# Abschieds-Rufe
Abschieds-Rufe (Pianto d'Addio) op. 179, è un valzer di Johann Strauss II.
Tra le celebrazioni che si svolsero a Vienna nel 1856, in occasione delle celebrazioni per il centesimo anniversario dalla nascita di Wolfgang Amadeus Mozart (1756-1791), vi furono anche due concerti, uno il 27 gennaio (propriamente data di nascita del compositore) e uno il 28 gennaio. In entrambe le occasioni, a dirigere quei concerti fu il celebre pianista e virtuoso ungherese Franz Liszt (1811-1886).
Quello stesso mese di gennaio vide Johann Strauss impegnato nei preparativi per la sua prima stagione estiva di concerti presso il Padiglione Vauxhall a Pavlovsk, nei pressi di San Pietroburgo. Prima della partenza, Strauss organizzò per lunedì 28 gennaio un grande ballo di commiato nella Sofienbad-Saal, dove sarebbero state eseguite le ultime composizioni dell'autore: i valzer Erhöhte Pulse op. 175  e Juristen-Ball-Tänze op. 177 e le polke Armen-Ball op. 176 e Sans-Souci op. 178 ai quali venne aggiunto il valzer Abschieds-Rufe an Wien (Pianto d'addio a Vienna). 
Dal momento che Liszt aveva accettato di prendere parte al ballo organizzato nella Sofienbad-Saal, Strauss inserì nel programma della serata anche il Furioso-Galopp op. 114 che Johann Strauss padre scrisse anni prima su motivi del Grand Galop Chromatique di Franz Liszt.
Circa duemila persone che accorsero al gran ballo organizzato da Strauss e la serata fu oggetto di lunghe relazioni da parte della stampa viennese. Scrisse Der Wanderer (29-01-1856)
(Der Wanderer)
Tuttavia Strauss non lasciò Vienna subito dopo la fine del Carnevale, come previsto, ma si trattenne ancora alcune settimane per aiutare il fratello Josef a consolidare la sua posizione come direttore a capo delle Orchestre Strauss insidiata dalla concorrenza dei due compositori ungheresi Albert von Kéler (Kéler Béla) and Josef Gung'l.
La casa editrice Carl Haslinger pubblicò il valzer Abschieds-Rufe il 29 giugno 1856, quando Strauss si trovava in Russia ormai da diversi mesi. L'opera, recava la personale dedica del compositore a Franz Liszt. Più tardi, il valzer Abschieds-Rufe divenne oggetto di un aneddoto, confermato dal celebre critico musicale Eduard Hanslick: Strauss eseguì con la sua orchestra questo valzer al funerale di un'ammiratrice di nome Neuhauser, di conseguenza il lavoro venne anche rinominato Himmelswalzer (Valzer del Paradiso).